# Ґомоку
Ґомоку — японська назва стародавньої китайської логічної гри. В неї грають на дошці (ґобан), розкресленій лініями. Традиційний варіант передбачає гру на полі 19 × 19, у спортивному варіанті використовують поле 15 × 15. Гравці по черзі виставляють на дошку камені чорного та білого кольору. Мета гри полягає в побудові одним з гравців безперервного ряду рівно з п'яти каменів свого кольору по вертикалі, горизонталі або діагоналі. 

## Історія та правила
Назва гри походить від японського слова ґомокунарабе (яп. 五目並べ), що означає «п'ять штук в ряд». 
Спочатку гра проходила на полі 19 × 19 без жодних обмежень, нині цей варіант гри відомий під назвою Ґомоку без обмежень (англ. freestyle gomoku). Пізніше додали правило заборони виграшу за допомогою «довгого ряду», і саме ця гра тепер має назву Ґомоку. 
Однак, в такому варіанті гравець, що робить свій хід першим (чорні камені), має беззаперечну перевагу, і, за оптимальної гри, завжди виграє, що нестрого довели деякі японські професіонали, і, пізніше, Віктор Алліс 1994 року та 1996 роках. 
1899 року Тенрю Кобаясі придумав для гри назву рендзю (нитка перлів). У 1903 Японська Асоціація Професійного Рендзю ввела заборону на побудову вилок 3 × 3 для чорних, щоб компенсувати перевагу першого гравця, і обмежила розмір дошки до 15 × 15. Однак, цього виявилося недостатньо, і 1936 року за пропозицією Рокусана Такакі були також заборонені вилки 4х4 і побудова довгого ряду для чорних. Саме ці правила вважаються нині правилами «класичного рендзю». 
Але навіть ці правила, як показувала практика, не могли компенсувати переваги першого гравця, що формально довели 2001 року Вагнер і Віраго. Тому, 1998 року Міжнародна Федерація Рендзю (RIF) ввела дебютні регламенти для перших п'яти ходів, і 2003 року розширила їх, ввівши нові дебютні регламенти. 
Розвиток гри Ґомоку також не стояв на місці і йшов паралельно до розвитку рендзю. 1981 року японські професіонали рендзю Г. Саката та В. Ікава показали, що гра за правилами ґомоку на полі 15 × 15 з виграшем за допомогою побудови ряду з рівно п'яти каменів (довший ряд не виграє) завжди закінчується виграшем першого гравця за його оптимальної гри. Ґомоку, на відміну від рендзю  — гра без фолів, і щоб компенсувати перевагу першого гравця застосовували інші обмеження. Так, 1980 року москвич В. Сапронов опублікував серію статей про класичний рендзю в журналі «Наука та Життя». Він, зокрема, запропонував центральний заборонений квадрат, чорним заборонялося ставити свій третій камінь у межах центрального квадрата 5 × 5 клітин. Цей різновид правил отримав назви «сапронівка», «вільне рендзю», або, в міжнародному варіанті, «про-ґомоку». 
Пізніше були прийняті міжнародні правила гри в ґомоку. За цими правилами, перший хід чорні роблять в центр дошки 15х15, другий білі та третій (знову чорні)  — в будь-яке вільні місце на дошці, після чого другий гравець, який грає білими, має право продовжити гру своїми каменями, або поміняти колір. 
Існують також альтернативні різновиди дебютних регламентів, такі як «свеп», коли перший гравець виставляє 3 камені, другий вибирає колір, «свеп2», коли перший гравець виставляє на дошці три камені, а другий гравець має право змінити колір, або поставити ще два камені, після чого право вибору кольору переходить до першого гравця, та інші. 

## Різновиди правил
Існують численні варіанти правил, покликаних компенсувати перевагу першого гравця, і, відповідно, багато назв для одержаних ігор. 
Серед них: 
- П'ять у ряд. Гра йде на нескінченному полі, або на аркуші паперу в клітинку, або на ґобані. Фолів немає. Побудова довгого ряду (6 і більше фігур поспіль) приносить перемогу.
- Ґомоку. Грають на дошці 15 × 15, рідше 19 × 19. Фолів немає. Побудова довгого ряду не заборонена, але й перемогою не є.
- Ґомоку із загальним центральним каменем. Гра за правилами Ґомоку на дошці 15 × 15, але перший камінь (центральний) вважається чорним під час ходу чорних, і білим — коли ходять білі. Правила гри симетричні. Автор — К. Коцев (Болгарія). В Україні гра поширення не набула[5].
- Тривимірне ґомоку. Гра проходить за правилами ґомоку, але не в площині, а в тривимірному просторі. Мета — побудова «п'ятірки» по діагоналі, горизонталі або вертикалі в площині і в просторі. Гра поширення поки не набула[5].
- Ґомокунарабе. Гра на дошці 15 × 15. Мета — побудувати «п'ятірку». Жодному із суперників не можна робити вилку 3 × 3; кожен гравець отримує по 35 каменів; якщо чорні, використавши всі свої камені, не побудували «п'ятірки», то вони програли. Гра дуже популярна в Японії як спосіб проводити дозвілля[5].
- Міжнародне ґомоку. Грають за правилами ґомоку на дошці 15 × 15 з наступним дебютним регламентом: перший хід в центр дошки, другий та третій  — куди завгодно, після третього ходу (чорних) другий гравець (що грає білими) має право змінити колір[джерело не вказане 4206 днів].
- Вільне рендзю. Інші назви  — «сапронівка», «Ґомоку з центральним забороненим квадратом», «про-Ґомоку» (міжнародне).  Гра за правилами ґомоку (фолів нема, довгий ряд не дає перемоги) на дошці розміром 15 × 15 ліній. Додаткове правило: другий хід чорних (третій хід в партії) потрібно робити за межами центрального квадрата 5 × 5.
- Пента. П'ять в ряд на дошці 19 × 19. Гра починається з центру дошки. Першим ходить гравець, що ставить білі камені. Ряд з двох каменів, закритий з двох сторін камінням противника, стає «здобиччю» та знімається з дошки. Другий хід чорні роблять за межі центрального квадрата 5 × 5. Виграє той, хто першим побудував ряд з 5 або більше каменів, або першим 5 разів захопив здобич. Пента  — спрощений варіант японської гри нінукі-рендзю, поширеної в Японії в першій половині XX століття.
- Керіо-пента. Гра на дошці 19 × 19. Білі ходять першими. Гравці ходять по черзі в будь-яке місце дошки. Ряд з двох або трьох каменів, закритий з двох сторін камінням супротивника, стає «здобиччю» та знімається з дошки. Для виграшу необхідно побудувати ряд з 5 або більше каменів, або 15 разів забрати «здобич».
- Каро. В'єтнамський варіант гри, відомий також під назвою «Ґомоку +». Гра за правилами ґомоку на дошці 15 × 15 з єдиним обмеженням: переможна п'ятірка каменів не повинна бути заблокована з обох кінців[6].
- Рендзю. Гра на дошці 15 × 15 із забороною для чорних будувати довгий ряд (є програшем для чорних), а також будувати вилки 3 × 3, 4 × 4 і будь-які похідні від них (вилки 3 × 3, які не призводять до перемоги, тобто змушують чорних здійснити в одній з гілок заборонений хід, є дозволеними). Дебютний регламент обумовлює також і правила постановки перших п'яти ходів.
- Своп (від англ. Swap: міняти, обмін — означає можливий обмін кольором каменів між гравцями на початку гри). Варіант ґомоку на полі 15 × 15, що відрізняється лише дебютною стадією. На початку гри перший гравець ставить на дошку 2 чорних і 1 білий камінь (без обмежень куди ставити). Після цього другий гравець вибирає, яким кольором він буде грати і, або робить такий хід білим каменем, або віддає білі камені першому гравцеві.
- Своп-два (від англ. swap — міняти, 2 — дві можливості зміни). Варіант ґомоку на полі 15 × 15, що відрізняється лише дебютною стадією. Його використовують на чемпіонатах світу з 2009 року і на інших, менш значущих змаганнях. На початку гри перший гравець ставить на дошку 2 чорних і 1 білий камінь (без обмежень куди ставити). Після цього другий гравець має три можливості: 
  - вибрати чорний колір, тобто без постановки каменів передати чергу ходу першому;
  - вибрати білий колір, тобто поставити білий камінь і передати чергу ходу;
  - або ж поставити два камені, чорний та білий, надавши право остаточного вибору кольору першому гравцеві.

## Ґомоку у Світі
З 2011 року розпочав свою роботу оновлений комітет ґомоку Міжнародної федерації рендзю (RIF), метою якого є визначати стратегію розвитку цієї гри у світі. 

## Турніри
З ґомоку, як і з рендзю регулярно проходять міжнародні турніри. 

### Особисті чемпіонати світу та чемпіони світу
Очні чемпіонати світу спочатку проводилися під егідою  RIF паралельно  до чемпіонатів з рендзю, але через об'єктивні проблем зі складом турніру та дебютною розбалансованістю гри перестали проводитися. В останні роки з появою дебютного регламенту swap2 чемпіонати світу з ґомоку знову проходять паралельно до чемпіонату світу з рендзю; в майбутньому планується поділ їх за строками. 
Підсумки проведених чемпіонатів світу з ґомоку в таблиці нижче. 
| Рік  | Місце проведення турніру | Чемпіон       | Країна   |
| ---- | ------------------------ | ------------- | -------- |
| 1989 | Кіото, Японія            | Сергій Чернов | СРСР     |
| 1991 | Москва, СРСР             | Юрій Таранник | СРСР     |
| 2009 | Пардубице, Чехія         | Артур Таміола | Польща   |
| 2011 | Гускварна, Швеція        | Аттіла Дем'ян | Угорщина |
| 2013 | Таллінн, Естонія         | Аттіла Дем'ян | Угорщина |

## Комп'ютерні ігри
- Bovo  — з набору ігор KDE Games